# UCI Continental Team 2015
Nel 2015 queste erano le squadre, divise per continente, classificate come UCI Continental Team.

## Squadre UCI Continental 2015
Aggiornate al 2 agosto 2015.

### Squadre dell'Africa
| Codice | Nome ufficiale                            | Paese   |
| ------ | ----------------------------------------- | ------- |
| GSP    | Groupement Sportif des Pétroliers Algérie | Algeria |
| VCS    | Velo Club Sovac                           | Algeria |
| MCT    | Al Marakeb Cycling Team                   | Marocco |

### Squadre dell'America
| Codice | Nome ufficiale                              | Paese           |
| ------ | ------------------------------------------- | --------------- |
| BAP    | Buenos Aires Provincia                      | Argentina       |
| SLS    | San Luis Somos Todos                        | Argentina       |
| SEP    | Sindicato de Empleados Públicos de San Juan | Argentina       |
| FUN    | Funvic-São José dos Campos                  | Brasile         |
| GQC    | Garneau-Québecor                            | Canada          |
| HRB    | H&R Block Pro Cycling                       | Canada          |
| SPC    | Silber Pro Cycling                          | Canada          |
| EPM    | EPM-UNE-Área Metropolitana                  | Colombia        |
| MOT    | Movistar Team                               | Colombia        |
| ANQ    | Orgullo Antioqueño                          | Colombia        |
| ECU    | Team Ecuador                                | Ecuador         |
| STF    | Start-Massi Cycling Team                    | Paraguay        |
| IPC    | Incycle-Cannondale                          | Porto Rico      |
| DCT    | Inteja-MMR Dominican Cycling Team           | Rep. Dominicana |
| AIR    | Airgas-Safeway Cycling Team                 | Stati Uniti     |
| ACT    | Astellas Cycling Team                       | Stati Uniti     |
| BDT    | Axeon Cycling Team                          | Stati Uniti     |
| CSN    | Champion System-Stan's Notubes              | Stati Uniti     |
| HSD    | Hincapie Racing Team                        | Stati Uniti     |
| IRT    | IRT Racing                                  | Stati Uniti     |
| JSH    | Jamis-Hagens Berman                         | Stati Uniti     |
| JBC    | Jelly Belly presented by Maxxis             | Stati Uniti     |
| LRT    | Lupus Racing Team                           | Stati Uniti     |
| OPM    | Optum presented by Kelly Benefit Strategies | Stati Uniti     |
| SSC    | Team SmartStop                              | Stati Uniti     |

### Squadre dell'Asia
| Codice | Nome ufficiale                                   | Paese               |
| ------ | ------------------------------------------------ | ------------------- |
| IAT    | Beijing Innova Cycling Team                      | Cina                |
| GTQ    | China Continental Team of Gansu Bank             | Cina                |
| CHC    | China Cooperation Development Cycling Team       | Cina                |
| JDL    | China Hainan Yindongli-Wildto Cycling Team       | Cina                |
| MSS    | Giant-Champion System Pro Cycling                | Cina                |
| HEN    | Hengxiang Cycling Team                           | Cina                |
| HBR    | Holy Brother Cycling Team                        | Cina                |
| JLS    | Jilun-Shakeland Cycling Team                     | Cina                |
| NFC    | Ningxia Sports Lottery-Focus Cycling Team        | Cina                |
| TYD    | Qinghai Tianyoude Cycling Team                   | Cina                |
| LSL    | Team Lvshan Landscape                            | Cina                |
| GIC    | Geumsan Insam Cello                              | Corea del Sud       |
| KCT    | Korail Cycling Team                              | Corea del Sud       |
| KSP    | KSPO                                             | Corea del Sud       |
| SCT    | Seoul Cycling Team                               | Corea del Sud       |
| SKD    | Skydive Dubai Pro Cycling Team-Al Ahli Club      | Emirati Arabi Uniti |
| T7E    | Team 7 Eleven-Roadbike Philippines               | Filippine           |
| AIS    | Aisan Racing Team                                | Giappone            |
| BGT    | Bridgestone Anchor Cycling Team                  | Giappone            |
| GRF    | Gunma Grifin Racing Team                         | Giappone            |
| KIN    | Kinan Cycling Team                               | Giappone            |
| MTR    | Matrix Powertag                                  | Giappone            |
| NAS    | Nasu Blasen                                      | Giappone            |
| SMN    | Shimano Racing Team                              | Giappone            |
| UKO    | Team Ukyo                                        | Giappone            |
| BLZ    | Utsunomiya Blitzen                               | Giappone            |
| HKS    | HKSI Pro Cycling                                 | Hong Kong           |
| PCT    | Pegasus Continental Cycling Team                 | Indonesia           |
| PKY    | Pishgaman Giant Team                             | Iran                |
| PTS    | Sepahan Pro Team                                 | Iran                |
| TPT    | Tabriz Petrochemical Team                        | Iran                |
| TSR    | Tabriz Shahrdari Team                            | Iran                |
| SIL    | Seven Rivers Cycling Team                        | Kazakistan          |
| V4E    | Vino 4-Ever                                      | Kazakistan          |
| KCP    | Kuwait Cycling Project                           | Kuwait              |
| CCN    | CCN Cycling Team                                 | Laos                |
| NSC    | National Sports Council of Malaysia Cycling Team | Malaysia            |
| TSG    | Terengganu Cycling Team                          | Malaysia            |
| ACY    | Action Cycling Team                              | Taipei cinese       |
| ATG    | Attaque Team Gusto                               | Taipei cinese       |
| RTS    | RTS-Santic Racing Team                           | Taipei cinese       |

### Squadre dell'Europa
| Codice | Nome ufficiale                                        | Paese         |
| ------ | ----------------------------------------------------- | ------------- |
| AMP    | Amplatz-BMC                                           | Austria       |
| HAC    | Hrinkow Advarics Cycleangteam                         | Austria       |
| RWS    | Team Felbermayr-Simplon Wels                          | Austria       |
| VBG    | Team Vorarlberg                                       | Austria       |
| TIR    | Tirol Cycling Team                                    | Austria       |
| WSA    | WSA-Greenlife                                         | Austria       |
| BCP    | Synergy Baku Cycling Project                          | Azerbaigian   |
| BKP    | BKCP-Powerplus                                        | Belgio        |
| CIB    | Cibel                                                 | Belgio        |
| CSH    | Colba-Superano Ham                                    | Belgio        |
| CCB    | Color Code-Aquality Protect                           | Belgio        |
| COR    | Corendon-Kwadro                                       | Belgio        |
| SUN    | Sunweb-Napoleon Games Cycling Team                    | Belgio        |
| PCW    | T.Palm-Pôle Continental Wallon                        | Belgio        |
| MMM    | Team 3M                                               | Belgio        |
| TFC    | Telenet-Fidea Cycling Team                            | Belgio        |
| VGS    | Vastgoedservice-Golden Palace Continental Team        | Belgio        |
| VER    | Veranclassic-Ekoï                                     | Belgio        |
| WIL    | Verandas Willems Cycling Team                         | Belgio        |
| WBC    | Wallonie-Bruxelles                                    | Belgio        |
| MCC    | Minsk Cycling Club                                    | Bielorussia   |
| MKT    | Meridiana-Kamen Team                                  | Croazia       |
| VPC    | Riwal-Platform Cycling Team                           | Danimarca     |
| ABB    | Team Almeborg-Bornholm                                | Danimarca     |
| TCQ    | Team ColoQuick                                        | Danimarca     |
| TBW    | Team TreFor-Blue Water                                | Danimarca     |
| AUB    | Auber 93                                              | Francia       |
| ADT    | Équipe Cycliste de l'Armée de Terre                   | Francia       |
| RLM    | Roubaix-Lille Métropole                               | Francia       |
| M13    | Team Marseille 13-KTM                                 | Francia       |
| BAI    | Bike Aid                                              | Germania      |
| LKT    | LKT Team Brandenburg                                  | Germania      |
| TBJ    | MLP Team Bergstrasse                                  | Germania      |
| RNR    | Rad-net ROSE Team                                     | Germania      |
| THF    | Team Heizomat                                         | Germania      |
| TKG    | Team Kuota-Lotto                                      | Germania      |
| STG    | Team Stölting                                         | Germania      |
| SGT    | Team Stuttgart                                        | Germania      |
| JLT    | JLT Condor                                            | Gran Bretagna |
| MGT    | Madison Genesis                                       | Gran Bretagna |
| NPC    | NFTO                                                  | Gran Bretagna |
| ONE    | ONE Pro Cycling                                       | Gran Bretagna |
| RAL    | Team Raleigh-GAC                                      | Gran Bretagna |
| WGN    | Team Wiggins                                          | Gran Bretagna |
| SKT    | An Post-ChainReaction                                 | Irlanda       |
| CAT    | Cycling Academy Team                                  | Israele       |
| AZT    | D'Amico-Bottecchia                                    | Italia        |
| GMC    | GM Cycling Team                                       | Italia        |
| VHS    | MG.K Vis-Vega                                         | Italia        |
| IDE    | Team Idea 2010 ASD                                    | Italia        |
| UNI    | Unieuro-Wilier                                        | Italia        |
| ALB    | Alpha Baltic-Maratoni.lv                              | Lettonia      |
| RBD    | Rietumu-Delfin                                        | Lettonia      |
| LDT    | Leopard Development Team                              | Lussemburgo   |
| CCD    | Team Differdange-Losch                                | Lussemburgo   |
| COH    | Team Coop-Øster Hus                                   | Norvegia      |
| FIX    | Team Fixit.no                                         | Norvegia      |
| FRB    | Team Frøy-Bianchi                                     | Norvegia      |
| TJO    | Team Joker                                            | Norvegia      |
| KRA    | Team Ringeriks-Kraft                                  | Norvegia      |
| TSS    | Team Sparebanken Sør                                  | Norvegia      |
| BBD    | BabyDump Cycling Team                                 | Paesi Bassi   |
| CJP    | Cyclingteam Jo Piels                                  | Paesi Bassi   |
| RIJ    | Cyclingteam Join's-De Rijke                           | Paesi Bassi   |
| MET    | Metec-TKH Continental Cyclingteam presented by Mantel | Paesi Bassi   |
| PVC    | Parkhotel Valkenburg Continental Team                 | Paesi Bassi   |
| RDT    | Rabobank Development Team                             | Paesi Bassi   |
| SEG    | SEG Racing                                            | Paesi Bassi   |
| AJT    | ActiveJet Team                                        | Polonia       |
| DOM    | Domin Sport                                           | Polonia       |
| WIB    | Wibatech-Fuji                                         | Polonia       |
| EFP    | Efapel                                                | Portogallo    |
| LAA    | LA Aluminios-Antarte                                  | Portogallo    |
| LRJ    | Louletano-Ray Just Energy                             | Portogallo    |
| RPB    | Rádio Popular-Boavista                                | Portogallo    |
| TAV    | Team Tavira                                           | Portogallo    |
| W52    | W52-Quinta da Lixa                                    | Portogallo    |
| ASP    | AC Sparta Praha                                       | Rep. Ceca     |
| AWT    | AWT-Greenway                                          | Rep. Ceca     |
| PFG    | CK Příbram Fany Gastro                                | Rep. Ceca     |
| EXP    | Ex23-Saroni Factory Team                              | Rep. Ceca     |
| SKC    | SKC Tufo Prostějov                                    | Rep. Ceca     |
| ADP    | Team Dukla Praha                                      | Rep. Ceca     |
| WHI    | Whirlpool-Author                                      | Rep. Ceca     |
| TCT    | Tusnad Cycling Team                                   | Romania       |
| TIK    | Itera-Katusha                                         | Russia        |
| LOK    | Lokosphinx                                            | Russia        |
| KMP    | Keith Mobel-Partizan                                  | Serbia        |
| NAN    | Nankang-Dynatek                                       | Serbia        |
| CKB    | CK Banská Bystrica                                    | Slovacchia    |
| DUK    | Kemo-Dukla Trenčín                                    | Slovacchia    |
| ADR    | Adria Mobil                                           | Slovenia      |
| RAR    | Radenska Ljubljana                                    | Slovenia      |
| BUR    | Burgos-BH                                             | Spagna        |
| MUR    | Murias Taldea                                         | Spagna        |
| TTB    | Team Tre Berg-Bianchi                                 | Svezia        |
| ROT    | Roth-Škoda                                            | Svizzera      |
| TRK    | Torku Şekerspor                                       | Turchia       |
| AMO    | Amore & Vita-Selle SMP                                | Ucraina       |
| ISD    | ISD Continental Team                                  | Ucraina       |
| KLS    | Kolss-BDC Team                                        | Ucraina       |
| KCR    | Kyiv Capital Racing                                   | Ucraina       |
| UNA    | Utensilnord                                           | Ungheria      |

### Squadre dell'Oceania
| Codice | Nome ufficiale                                | Paese         |
| ------ | --------------------------------------------- | ------------- |
| AWS    | African Wildlife Safaris Cycling Team         | Australia     |
| CMR    | Charter Mason Giant Racing Team               | Australia     |
| DSR    | Data3 Symantec Racing Team presented by Scody | Australia     |
| NSR    | Navitas Satalyst Racing Team                  | Australia     |
| STR    | Search2retain-Health.com.au Cycling Team      | Australia     |
| BFL    | Team Budget Forklifts                         | Australia     |
| ART    | Avanti Racing Team                            | Nuova Zelanda |
| CCT    | CCT presented by Champion System              | Nuova Zelanda |